# Jegălia
Jegălia è un comune della Romania di 4 607 abitanti, ubicato del distretto di Călărași, nella regione storica della Muntenia.
Il comune è formato dall'unione di 3 villaggi: Gâldău, Iezeru, Jegălia.